# Епископ далматински Иринеј
Иринеј (Милан Ђорђевић; Врнчани, 22. мај 1894 — Кембриџ, 27. август 1952) био је епископ далматински од 1931. до 1952. и теолог.

## Биографија
Рођен је од оца Добросава и мајке Драгиње 22. маја 1894, у селу Врнчани код Горњег Милановца, и на крштењу је добио име Милан.
Основну школу је завршио у Такову, а Богословију Светог Саве у Београду. Одмах по избијању Првог светског рата јавио се на војну дужност и на њој остао до краја 1915. године када је примио монашки чин. Том приликом је добио монашко име — Иринеј. Као питомац Светог архијерејског сабора отишао је у петроградску Духовну академију на више богословске студије. Ту је остао кратко због блиске опасности од бољшевика (крајем 1916), а и услед веома оштре зиме прешао је у Оксфорд, у Енглеску, где је наставио богословске студије и са успехом одбранио дисертацију „Верски спорови 16. века“.
У иностранству је био је секретар, а потом и председник српског бироа у Енглеској. По повратку у земљу 1919. рукоположен је у чин ђакона и упућен на Православни богословски факултет у Атини (Грчка), где је и докторирао 1924. Хиротонисан је за викарног епископа сремског у београдској Саборној цркви 25. новембра 1928, а 2. октобра 1931. изабран је за епископа далматинског са седиштем у Шибенику.
У периоду 1935—1938. администрирао је Епархијом америчко-канадском после смрти епископа Мардарија до избора новог епископа.
За време Другог светског рата 1941. интерниран је у италијанско заробљеништво где је остао све до капитулације Италије 9. септембра 1943. У Риму је био један од чланова новоствореног Политичког огранка Централног националног комитета Равногорског покрета све до средине септембра 1945.
Из Италије одлази у Америку где је вршио парохијску дужност у граду Стубенвилу, држава Охајо, а такође је био и професор Богословије у манастиру Светога Саве у Либертивил.
У Енглеску поново долази 1949. и ради на универзитету у Кембриџу. Био је један од оснивача Удружења српских писаца у иностранству 1951. године.
Умро је у Кембриџу 27. августа 1952. и сахрањен је на лондонском гробљу Бромптон. На опелу је говорио Слободан Јовановић.
Његове кости су пренете у Србију, у Врнчанима их је сахранио тадашњи владика жички Стефан 27. јуна 1997. Поред осталих, парастос је служио и патријарх српски Павле.
Године 2003. штампана је књига Иринеја Ђорђевића „Одабрани радови“,.  978-86-83847-04-4, изд. библиотека „Браћа Настасијевић“, Горњи Милановац.